# Baltazar Fontana
Baltazar (wł. Baldassarre) Fontana (ur. 26 czerwca 1661 w Chiasso, zm. 6 października 1733 tamże) – sztukator pochodzący z baliwatu Mendrisio (obecnie pd. część kantonu Ticino), działający w Małopolsce i na Morawach.

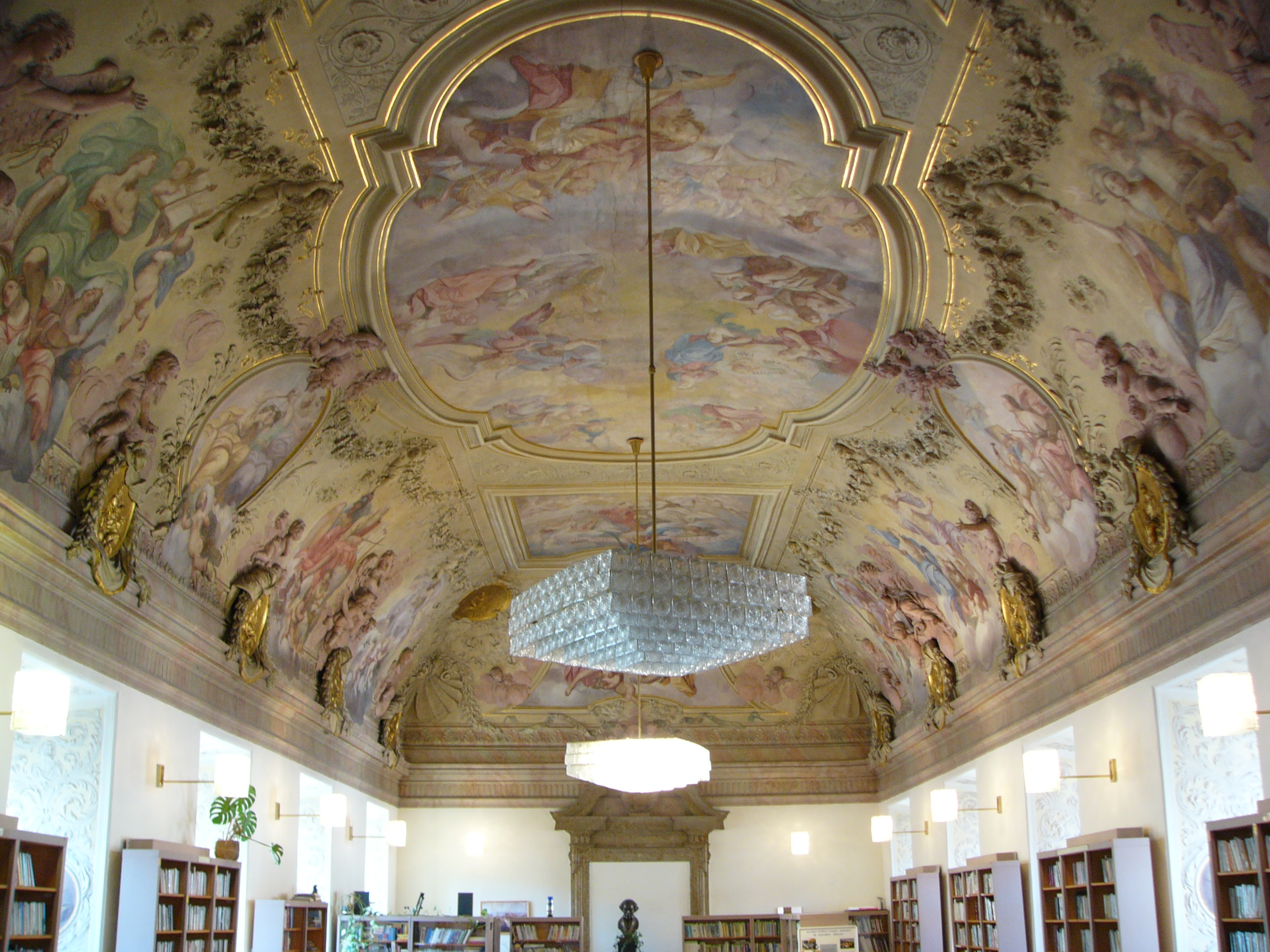
Hradisko, klasztor, wystrój biblioteki

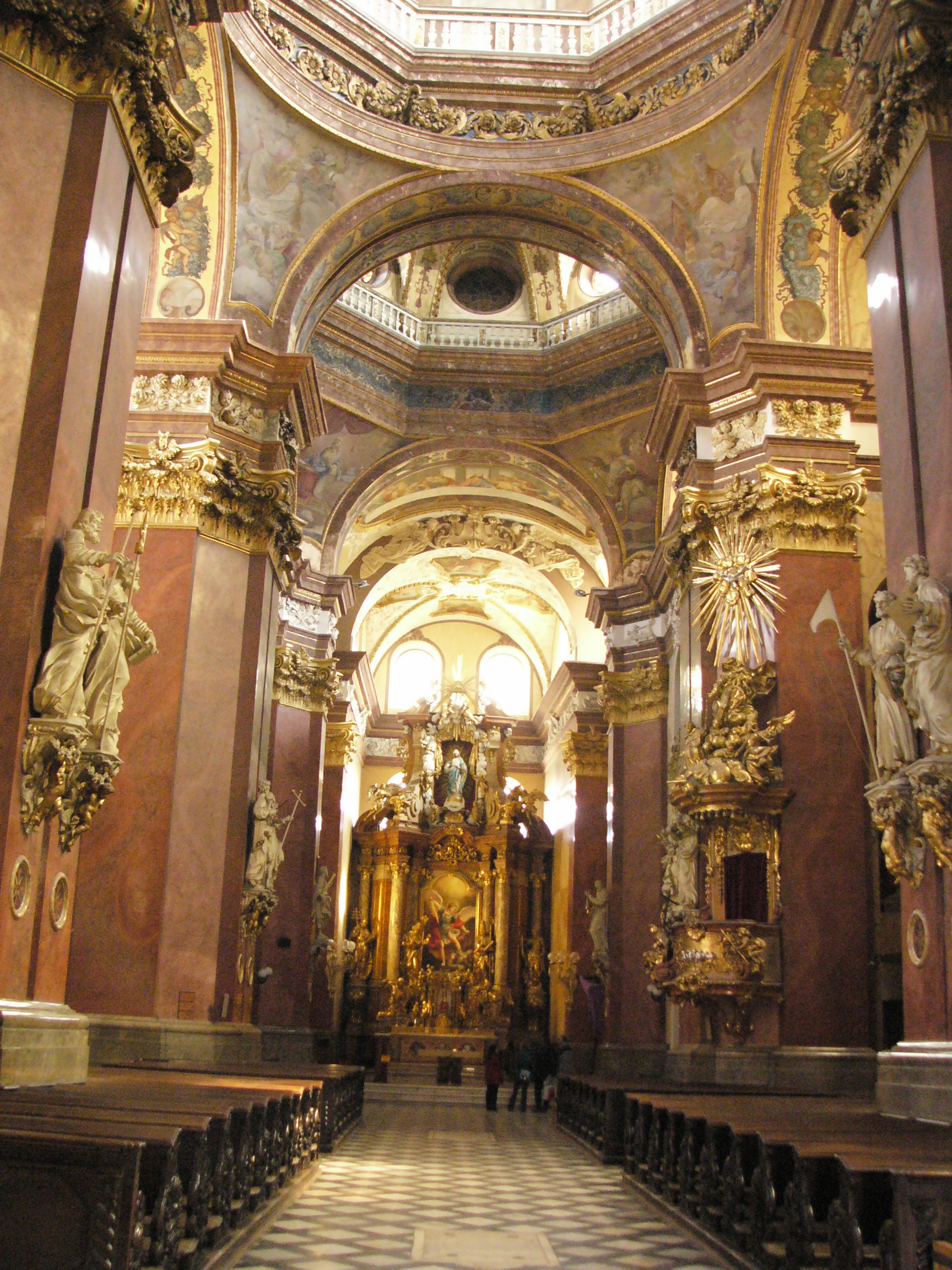
Ołomuniec, kościół św. Michała, wystrój wnętrza

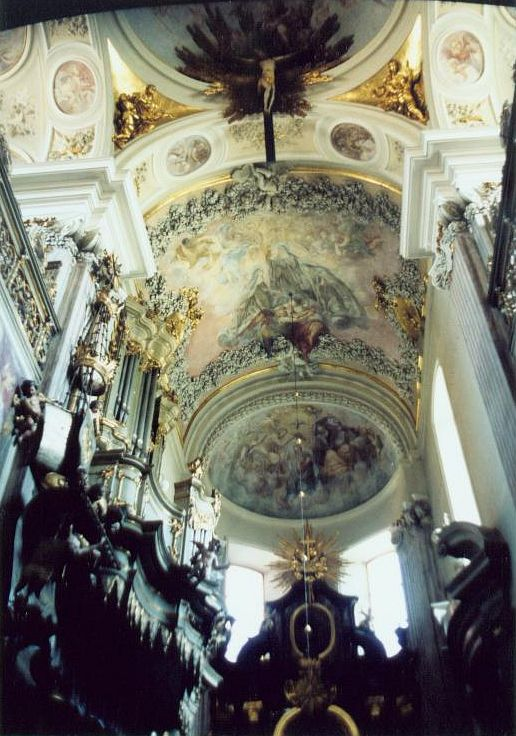
Dekoracje kościoła św. Andrzeja w Krakowie

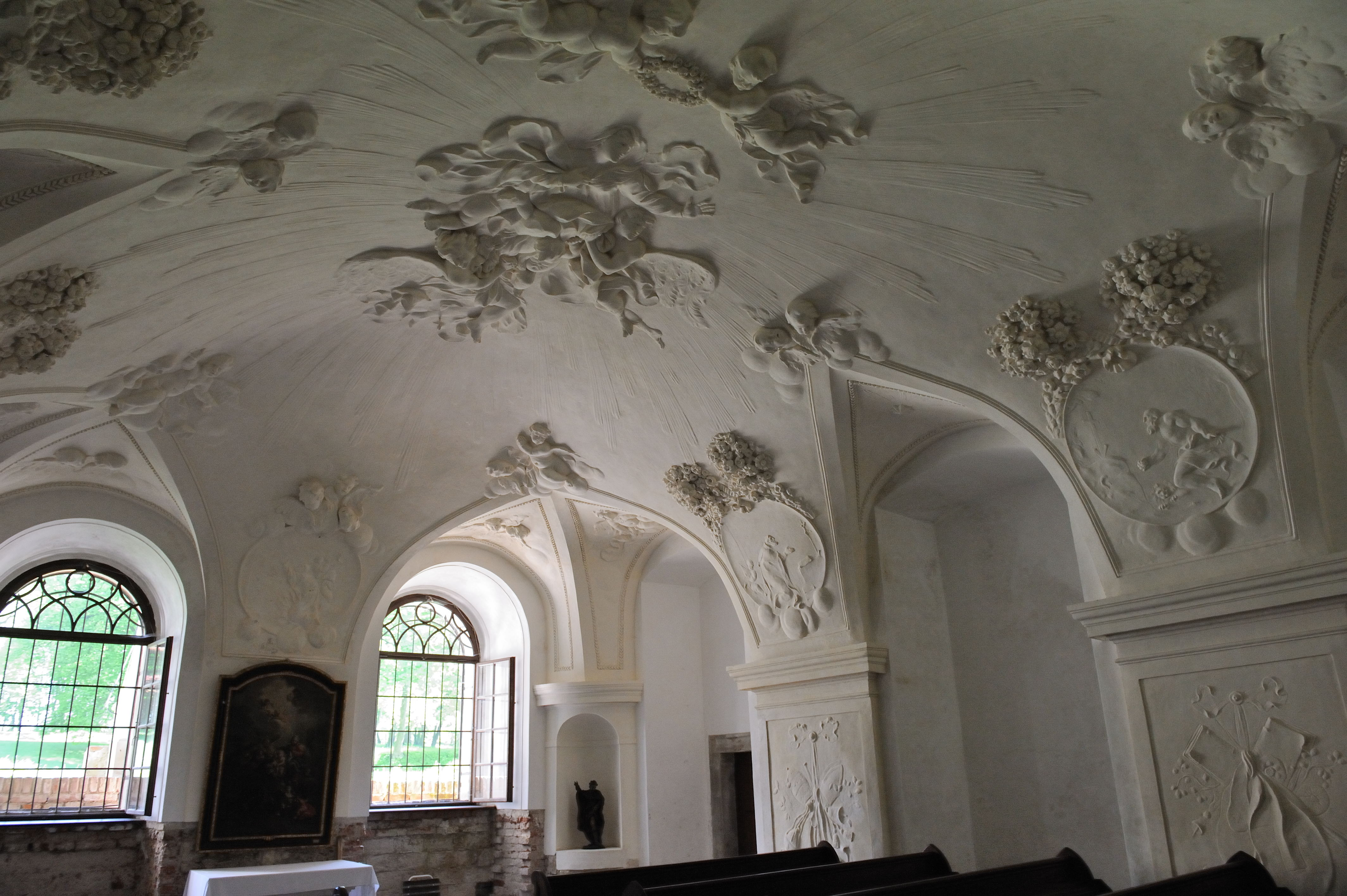
Uherčice – kaplica pałacowa

## Życiorys
Baltazar Fontana pochodził z rodziny szlacheckiej, z której wywodziło się wielu wybitnych artystów i architektów. 1 marca 1689 wziął ślub z Marią Elżbietą Gilardoni. Miał z nią trzy córki - Annę Marię, Clarę Eurosię Liberatę i Marię Clotildę oraz syna - Francesca Antonia Alfonsa. Według wcześniejszych badaczy, Baltazar był też ojcem Jana Michała Fontany, który w r. 1720 przyjął prawo miejskie w Brnie jako sztukator. Jednym ze współpracowników Baltazara był jego brat Franciszek Fontana (1666- przed 14 marca 1697), który – według dokumentu z epoki – „pracował tak samo jak brat”.
Pierwszym znanym dziełem Fontany jest dekoracja trzech wnętrz pd. skrzydła zamku Hohenaschau. Działalność na Morawach Fontana rozpoczął od zleceń biskupa ołomunieckiego Karola Liechtensteina-Kastelkorna, dla którego wykonał dekorację trzech sal na terenie zamku w Kromieryżu, ukończoną w r. 1688. Od tego czasu wiadomo, że artysta zazwyczaj pracował na Morawach lub w Polsce od wiosny do jesieni, a na zimę powracał w rodzinne strony. Z r. 1693 pochodzi pierwsza informacja o zatrudnieniu Fontany w Polsce. Wraz z nieznanym skądinąd Pakoszem Trebellerem podpisał on wtedy umowę na ozdobienie kaplicy Morsztynów w Wieliczce. W r. 1695 Fontana rozpoczął prace w krakowskim kościele św. Anny, które z przerwami trwały do r. 1703. Na ten okres można datować inne, przypisywane mu dzieła w Krakowie i okolicy. Jest to jego najwybitniejsze dzieło, wykonane według koncepcji i pod kierunkiem ks. Sebastiana Piskorskiego, który dostarczył Fontanie projekty wykonawcze sporządzone przez Jerzego Szymonowicza – wykształconego w Rzymie malarza związanego z dworem Jana III Sobieskiego. W ten sposób Fontana mógł wzbogacić swoją  twórczość o liczne nowocześniejsze motywy wywodzące się ze sztuki rzymskiej, które później wielokrotnie stosował na Morawach. Fontana miał świadomość znaczenia tego dzieła i ok. r. 1700 ustanowił fundację z kapitałem 3000 zł, z której zyski miały być przeznaczone na konserwację wykonanych przez niego dekoracji w tymże kościele.
Podczas przerwy w pracach przy kościele św. Anny, spowodowanej najazdem szwedzkim, Fontana rozpoczął dekorowanie biblioteki opactwa w Hradisku koło Ołomuńca, W r. 1722 artysta rozpoczął trwające do 1731 r. prace w należącym do tego opactwa kościele na Świętej Górze, gdzie uzupełniał wystrój wnętrza ozdobionego dekoracją sklepienną wykonaną przez innych sztukatorów w l. 1681–1692. W r. 1724 Fontana przystąpił do prac nad swoim ostatnim wielkim dziełem – dekoracją kościoła w Welehradzie, ukończoną ok. r. 1730. W obydwu tych sanktuariach odpowiadał on już za całość robót, kierując również pracami artystów innych branż. Asystował mu m.in. wiedeński rzeźbiarz i kamieniarz Johann Hagenmüller, który w kościele na Świętej Górze miał, w razie śmierci lub choroby Fontany, objąć kierownictwo robót. W tamtym okresie artysta, który wciąż cieszył się dobrym zdrowiem, wykonał wiele drobniejszych dekoracji.
Baltazar Fontana zmarł 6 X 1733 w Chiasso i został pochowany w tamtejszym kościele św. Witalisa.

## Charakterystyka twórczości
Rzeźby i reliefy Fontany są wyraźnie zależne od sztuki rzymskiej kręgu Berniniego. Nie wiadomo jednak, czy sztukator zetknął się z nią bezpośrednio, bo na temat jego wykształcenia i wczesnej twórczości brak jakichkolwiek przekazów archiwalnych. Twórczość Fontany miała ogromne znaczenie dla rozpowszechnienia nurtu berninowskiego w rzeźbie małopolskiej, stając się wzorem dla wielu późniejszych artystów.

## Dzieła

### Dzieła pewne
- Hohenaschau, dekoracja trzech sal pd. skrzydła zamku von Preysingów, sygnowana „Baldisaro Fonta [...] 1683 [lub 1688, ostatnia cyfra widoczna w połowie]
- Kromieryż, zamek biskupi, dekoracja trzech sale terrene zamku biskupów ołomunieckich na zlecenie Karola Liechtensteina-Kastelkorna, 1690–1691
- Kromieryż, zamek biskupi, dekoracja dziewięciu sal pierwszego piętra dla tego samego zleceniodawcy, 1691–1695. Dekoracja zniszczona przez pożar 1752
- Wyszków, dekoracja kaplicy św. Otylii przy kościele parafialnym, 1692, zachowana częściowo
- Hradisko, klasztor Norbertanów, dekoracja klatki schodowej, 1692
- Wieliczka, dekoracja kaplicy Morsztynów przy kościele parafialnym, zachowana fragmentarycznie
- Hradisko, klasztor Norbertanów, dekoracja refektarza, prawdopodobnie 1694, niezachowana
- Šebetov, dekoracja wnętrz pałacu, 1694
- Kraków, kościół św. Anny, dekoracja całego wnętrza kościoła wraz z kaplicami i mauzoleum św. Jana Kantego, a także dekoracja fasady, 1695–1703
- Kraków, dekoracja kaplicy Włoskiej w klasztorze Franciszkanów, 1697–1699, zachowana szczątkowo.
- Stary Sącz, dekoracja prezbiterium kościoła Klarysek, 1699
- Kraków, kościół Karmelitów na Piasku, trzy figury na fasadzie, 1700, zachowane częściowo
- Kraków, kościół Klarysek, dekoracja wnętrza, 1700–1701
- Konice, zamek opata Norberta Želeckiego, dekoracja sypialń, 1702–1703
- Hradisko, klasztor Norbertanów, dekoracja biblioteki, 1703–1704
- Hradyszcze Węgierskie, dekoracja refektarza w klasztorze Franciszkanów, ok. 1708
- Święta Góra, dekoracja ołtarza i dwie figury w bazylice Nawiedzenia Najświętszej Marii Panny, 1718
- Hradisko, dekoracja kościoła klasztornego, od 1718, niezachowana
- Święta Góra, uzupełnienie dekoracji kościoła, 1722–1731
- Welehrad, dekoracja kościoła Cystersów, 1724–1730
- Ołomuniec, dekoracja domu kapitulnego, 1725, niezachowana
- Brněnské Ivanovice, dekoracja wnętrz w letnim pałacu opatów velehradzkich, 1725–1726
- Hradisko, dekoracja zakrystii, 1726, niezachowana
- Hradisko, dekoracja refektarza zimowego, 1727, wspólnie z Antoniem Riccą, niezachowana
- Sztenberk, klasztor Kanoników Regularnych, dekoracja refektarza i pomieszczenia w budynku probostwa, 1727–1728, zachowana częściowo

### Dzieła przypisywane
- Kraków, kościół Karmelitów Bosych, płaskorzeźba Zwiastowanie w prezbiterium (zachowana szczątkowo) a zapewne także inne niezachowane elementy wystroju wnętrza
- Kraków, kaplica św. Jacka przy kościele Dominikanów, nagrobek św. Jacka i dekoracja kopuły
- Kościół św. Bartłomieja na Ludwinowie w Krakowie, płaskorzeźba Bóg Ojciec w apsydzie
- Kraków, pałac pod Krzysztofory, stiuki i wykończenia
- Kraków, kamienica Hipolitów, sala o nazwie Gabinet, stiuki
- Kraków, kamienica pod Gruszką, Sala Fontanowska, stiuki
- Uherčice, dekoracja wnętrz pałacu, być może ok. 1705
- Buchlovice, dekoracja kilku pomieszczeń w pałacu Petřvaldów
- Vřešovice, pałac opata Norberta Želeckiego, dekoracja jednego z wnętrz
- Ołomuniec, dekoracja kaplicy św. Antoniego przy kościele Bernardynów, 1708
- Ołomuniec, katedra, dekoracja portalu kaplicy Mariackej, 1710
- Rajnochovice, kościół parafialny, dekoracja ołtarzy i ambony.

### Dzieła niesłusznie przypisywane
Mariusz Karpowicz, wychodząc z założenia że Fontana był wszechstronnym architektem, rzeźbiarzem i rysownikiem, przypisał mu projekty licznych prac kamieniarskich (epitafia Jana Morsztyna w kościele Reformatów w Krakowie i Jana Jerzego Hoffmanna w kościele w Konicy), snycerskich (obramienia kilku portretów biskupich w klasztorze Franciszkanów w Krakowie), a nawet dekarskich (hełmy wież kościoła św. Anny i wyższej wieży katedralnej). Uważał też, że miał on udział w projektowaniu architektury tego kościoła. Żadna z tych atrybucji nie została przekonująco uzasadniona, a wiele ze wspomnianych dzieł powstało w czasie gdy artysta przebywał w innym kraju lub nawet po długo po jego śmierci, dlatego wszystkie te atrybucje należy odrzucić jako bezpodstawne. Niewiarygodne są również próby przypisania Fontanie prac w jego rodzinnych stronach, albo związania z nim dekoracji w rejonie Hohenaschau.